# Teatro Margherita
El teatro Margherita es uno de los teatros históricos de la ciudad de Bari y está actualmente en fase de restauración y reconversión en museo de arte contemporáneo.

## Historia
El Teatro Margherita fue edificado entre 1912 y 1914 en la ensenada del viejo puerto sobre pilares cimentados en el mar, para eludir el pacto firmado entre el Ayuntamiento de Bari y la familia Petruzzelli según el cual la administración se comprometía a no construir otros teatros sobre el suelo municipal, con excepción de las construcciones sobre el mar. El teatro surgió en sustitución del Varietà Margherita, un teatro de madera inaugurado el 5 de septiembre de 1910, que fue objeto de violentas críticas tanto por parte de los empresarios locales, que presentaron un proyecto similar sin obtener la autorización, como por parte de los hermanos Messeni, propietarios del Teatro Petruzzelli, que vieron en el Varietà un potencial competidor. El Margherita de madera tuvo una vida breve en cuanto el 22 de julio de 1911 a las tres de la mañana el teatro fue arrasado por un violento incendio que lo destruyó en el lapso de una hora y cuyas causas nunca fueron esclarecidas, aunque no se descartó el incendio provocado.
El Teatro Margherita fue diseñado en pleno estilo Liberty por Francesco De Giglio por cuenta de la Società Anonima Pubblici Divertimenti Orfeo di Bari. La colaboración de Luigi Santarella en el proyecto fue fundamental para hacer al Margherita el primer edificio construido en Bari en hormigón armado, y único en Europa por su particular construcción sobre palafitos. Estando rodeado completamente por el agua, el teatro estaba conectado a tierra firme por un muelle.
El 22 de agosto de 1914 a las 21 horas tuvo lugar la inauguración del teatro con el nombre de Kursaal Margherita, con un escogido programa de variedades compuesto por los mejores números del café-concert y varias atracciones espectaculares. En la segunda mitad de los años veinte, con la adición de la losa de suelo, construida por el Circolo della Vela por debajo del teatro, y las tierras ganadas al mar del paseo marítimo, el Margherita abandonó el aspecto de construcción suspendida sobre el agua y fue así aislado del mar.
La construcción fue criticada duramente por Armando Perotti en 1919, el cual afirmó que cerrar a la vista el paseo marítimo de Bari para edificar el Teatro Margherita era una «locura criminal». En los salones del Margherita tuvo su sede desde el 26 de enero del mismo año hasta el final de la Segunda Guerra Mundial el Museo Storico. Después de haber sido espacio expositivo del museo, se preparó una exposición de guerra permanente, y desde 1921 junto a los espectáculos de variedades se alternaron las proyecciones cinematográficas.
En 1943 el Teatro Margherita, ocupado por el ejército angloamericano, fue renombrado Garrison Theatre transformándose en sede de servicios auxiliares y un club para el entretenimiento de las tropas. Fue dañado tanto por el bombardeo del 2 de diciembre de 1943, como por la metralla de la explosión de la nave Henderson el 9 de abril de 1945. En 1946 volvió a la Società Orfeo, que en 1912 había obtenido la concesión estatal para la realización del teatro, la cual promovió su remodelación y lo dedicó exclusivamente a cine hasta 1979, cuando la empresa devolvió el bien al estado.

## Descripción
El edificio, cuyas influencias estilísticas se remontan al art nouveau, es de planta rectangular. La fachada está caracterizada por un amplio arco flanqueado por dos torres coronadas por pináculos, grandes ventanas delimitadas por lesenas con capiteles corintios, marcapiani y una prominente cornisa de coronación. El alto frontón estaba coronado originalmente por un grupo escultórico compuesto por tres estatuas actualmente desaparecidas tras los graves daños causados al edificio durante la Segunda Guerra Mundial.
El interior, además de la sala cinematográfica, presenta un amplio salón de entrada cubierto por una cúpula decorada con estucos y pinturas murales realizadas por una familia de decoradores de la época, los Colonna, y datados 1914, el mismo año de apertura del teatro.
El 20 de febrero de 1980, probablemente a causa de los altos costes y de la escasa productividad, el edificio cerró permitiendo posteriormente el inicio de las restauraciones.

## Conversión
El Teatro reabrió en 2009 tras una larga restauración interior y exterior que ha afectado en particular a la consolidación de los cimientos en el mar de casi todas la estructura, además de los elementos decorativos, las inscripciones y el aparato decorativo del vestíbulo. Algunas de estas intervenciones fueron realizadas gracias a los fondos del Gioco del Lotto, sobre la base de lo regulado por la ley 662/96. El edificio, aunque su interior no está completamenre restaurado, ha sido dedicado temporalmente a sala de exposiciones.
La intención del ayuntamiento era utilizarlo de nuevo como sala teatral, sin embargo la poca rentabilidad del proyecto y la falta de fondos (tanto públicos como privados) ha hecho que se modifiquen los planes para este edificio. Ha sido convertido en el primer museo de arte contemporáneo de la capital de Apulia, el BAC.
La elaboración del centro de arte contemporáneo de Bari fue confiado a una fundación público-privada (BAC, Bari arte contemporánea) de la cual forman parte el Ayuntamiento y la Fondazione Morra Greco de Nápoles, que está participada por la Región de Campania. La Morra Greco ofreció un préstamo gratuito de treinta años de duración de su prestigiosa colección de arte contemporáneo.
El proyecto, realizado por el arquitecto David Chipperfield, no modifica el teatro, que continúa con su forma original. Los elementos del proyecto afectan la organización funcional de los espacios interiores y la introducción de una escalera escenográfica que conducirá a la galería.